# جورس فضي
جَوْرَس فضي حشرة قانصة من جنس جورس من فصيلة شابرات الماء ورتبة مختلفات الأجنحة. جسمها صغير يطول من 7 إلى 9 مم. رأسها شبه أنبونبي الشوزن. خطمها صغير. عيناها جانبيتان كبيرتان ناشزتان. زباناها مستطيلان أسمران. كوسلها مجني الشكل. ظهرانها لاحف. قوائمها مستطيلة باستثناء الزوج الأمامي. ثوبها العلوي إلى السمرة المتماوجة. بطنها فضي اللون. تعيش من قنصها على سطح الماء.